# Takahisa Kitahara
Takahisa Kitahara (北原 毅之 Kitahara Takahisa?), född 18 oktober 1990 i Saitama prefektur, är en japansk fotbollsspelare.
Kitahara började sin karriär 2012 i SC Sagamihara. Han spelade 46 ligamatcher för klubben.